# Avenida Afonso Costa
A Avenida Afonso Costa é uma avenida de Lisboa, localizada na antiga freguesia de Alto do Pina, actualmente freguesia do Areeiro.
A avenida tem início na Praça Francisco Sá Carneiro e fim na Rotunda das Olaias.
Foi anteriormente designada por prolongamento da Avenida João XXI.
A avenida homenageia Afonso Costa, advogado, professor universitário, político republicano e estadista português, por três vezes presidente do Ministério (primeiro-ministro), um dos principais obreiros da implantação da República em Portugal e uma das figuras dominantes da Primeira República.